# 2C-YN
2C-YN（2,5-二甲氧基-4-乙炔基苯乙胺，2,5-dimethoxy-4-ethynylphenethylamine）是一种含氮有机化合物，化学式为C12H15NO2，属于苯乙胺衍生物，被用作宗教致幻劑，可由2C-I合成。